# Hills-Wolke
Die Hills-Wolke (auch Innere Oortsche Wolke oder Innere Kometenwolke) ist eine hypothetische Ansammlung von Kometen in den inneren Bereichen der Oortschen Wolke. Wenn sie existiert, beginnt sie wahrscheinlich in ungefähr 250 Astronomischen Einheiten (AE) und reicht bis in eine Entfernung von circa 1500 AE.

## Geschichte
In den 1980ern vermuteten Astronomen erstmals, dass es innerhalb der Oortschen Wolke einen Bereich geben könnte, in dem der Großteil der Kometen konzentriert ist. 1981 stellte der Astronom Jack G. Hills die Theorie der Hills-Wolke auf, da die meisten beobachteten Kometen der Oortschen Wolke ihre Hauptachse in einer Region haben, die im inneren Bereich der Wolke liegt.

## Modell
Vermutlich beinhaltet die Hills-Wolke circa 20 Billionen Kometen, also bis zu zehnmal so viele wie der Rest der Oortschen Wolke. Die meisten Kometen, die ins innere Sonnensystem kommen, würden nach diesem Modell aus der Hills-Wolke stammen, diese würde wiederum die äußeren Regionen der Oortschen Wolke mit Kometen versorgen. Da eine große Anzahl an Kometen in die Sonne stürzt oder durch äußere Einflüsse das Sonnensystem verlässt, dürfte die Oortsche Wolke eigentlich gar nicht mehr existieren. Dieser „Nachschub“ an Kometen würde dieses Problem lösen.

Oortsche Wolke und Kuipergürtel

### Eigenschaften
Die genaue Masse der Hills-Wolke ist unbekannt, man schätzt sie auf 13,8 Erdmassen. Eine mögliche Entstehungsgeschichte ist die nahe Begegnung mit der Sonne mit einem anderen Stern, was zu einer Umstrukturierung der Oortschen Wolke führen kann.

## Mögliche Objekte der Hills-Wolke

### Sedna
Der Kleinplanet Sedna wäre der größte bekannte Himmelskörper der Hills-Wolke. Er hat eine extrem exzentrische Umlaufbahn, der engste Bahnpunkt führt Sedna 76 AE an die Sonne heran, während der entfernteste Bahnpunkt in 936 AE Entfernung liegt. Um ein Objekt des Kuipergürtels zu sein, liegt selbst sein innerster Bahnpunkt zu weit weg, schließlich endet der klassische Kuipergürtel schon in 50 Astronomischen Einheiten. Für eine Zugehörigkeit zur klassischen Oortschen Wolke ist er allerdings nicht weit genug entfernt. Eine Zugehörigkeit zur Hills-Wolke ist möglich. Auch eine Störung von außen durch einen weiteren Planeten wäre denkbar. Dann wäre Sedna ein nach außen gestreutes Objekt des Kuipergürtels.

Der Orbit Sednas liegt weit innerhalb der Oortschen Wolke.

### 2012 VP113
2012 VP113 ist ein kleinerer Himmelskörper mit ähnlicher Bahn wie Sedna. Allerdings liegt hier der Aphel noch weiter von der Sonne entfernt, weswegen es sich sogar um ein eingefangenes interstellares Objekt handeln könnte.

### C/2007 E2 (Lovejoy)
C/2007 E2 (Lovejoy) ist ein Komet, dessen Zugehörigkeit ebenfalls noch nicht eindeutig geklärt werden konnte. Möglicherweise handelt es sich um ein Objekt der Hills-Wolke.
Es gibt noch weitere kleinere Kometen, deren Bahnen denen von Sedna und anderen vorgeschlagenen Hills-Wolke-Objekten ähneln.